# Gobierno de Nigeria
El Gobierno federal de Nigeria está compuesto por 3 poderes distintos: Legislativo, Ejecutivo y Judicial, cuyos poderes están conferidos por la Constitución de Nigeria a la Asamblea Nacional, el Presidente y los tribunales federales, incluido el Tribunal Supremo, respectivamente. la constitución establece una separación y equilibrio entre los 3 poderes y tiene como objetivo evitar repetir los errores hechos por el gobierno en el pasado.
Nigeria es una Republica Federal, con el poder ejecutivo presidente. El presidente es el jefe de Estado, el jefe de gobierno y el jefe de un Sistema multipartidista, la política nigeriana se lleva a cabo dentro de un marco Federal, Presidencial y República Democrática representativa, donde el poder ejecutivo es ejercido por el gobierno. El Poder legislativo esta en manos del gobierno federal y las 2 cámaras de legislatura: La Cámara de los representantes y el Senado. Las 2 cámaras conformas el organismo legislativo en Nigeria, llamado Asamblea nacional, que sirve como control del brazo ejecutivo del gobierno, la EIU clasifica a Nigeria como un "Régimen híbrido" en 2019. El gobierno federal, el gobierno estala, y los gobiernos locales de Nigeria tienen como objetivo trabajar de manera cooperativa para gobernar a la nación y a su gente. Nigeria se hizo miembro de la Mancomunidad de Naciones tras su independencia del dominio colonial británico el 1 de octubre de 1960.

## Sistema legal
Las leyes de Nigeria se basan en el estado de derechos, la independencia del poder judicial y el Derecho Británico, (Esto debido a la influencia colonial británica).  El derecho en el sistema legal es similar a los sistemas de derecho utilizados en Inglaterra y Gales y otros países del Derecho Británico. El marco constitucional del sistema legal lo proporciona la Constitución de Nigeria.
- El Derecho Británico Es derivado de su pasado colonial con Gran Bretaña;
- Derecho anglosajón, desarrollo de la jurisprudencia desde la independencia colonial;
- Derecho consuetudinario, que se deriva de las normas y prácticas tradicionales;
- Ley Sharia, Ley utilizada en algunos de los estados de la región norte;

Existe un Poder judicial, junto con la Corte Suprema considerada como la máxima corte de la nación.

### La legislación como fuente del derecho Nigeriano
las 2 fuentes fundamentales del derecho Nigeriano a través de la legislación son:
1. Las actas del parlamento Británico, conocidas popularmente como Estatutos de la aplicación general durante el periodo anterior a la independencia.
2. Legislación local (que comprende las promulgaciones de las legislaturas nigerianas desde el período colonial). Había otras fuentes que, aunque subsumidas en las legislaciones nigerianas, fueron claramente importadas a los sistemas legales nigerianos. Se denominan códigos penales de Nigeria.

### Los estatutos como fuente del derecho Nigeriano
La legislación Nigeria se puede clasificar de la siguiente manera: la era colonial hasta 1960, la legislación posterior a la independencia (1960-1966), la era militar (1966-1999).

### La legislación posterior a la independización (1960-1966)
La independencia de Nigeria fue un hito en la historia política del país. Este periodo fue testigo de la consolidación de los logros políticos logrados durante la época colonial. sin embargo, a pesar de la violenta violación de sus disposiciones, la constitución se mantuvo en las administraciones posteriores.

### Régimen militar (1966-1999)
El colapso del orden público que se produjo en el periodo que se examina no se atribuía a ningún defecto del sistema jurídico. Las prácticas corruptas tanto en el cuerpo político como en todos los aspectos de la vida nigeriana erosionaron la eficiencia y el progreso, habiendo 8 golpes de estado, 5 tuvieron éxito y los 3 restantes fracasaron

## Poder ejecutivo
El presidente es elegido por el Sufragio universal. El (o ella) es tanto el jefe de Estado como el jefe de gobierno, encabezando el consejo ejecutivo Federal o Gabinete. El presidente es elegido para ver que se promulga la Constitución de Nigeria y que la legislación se aplica al pueblo.
El presidente electo también está a cargo de las fuerzas armadas de la nación y no puede servir más de 2 mandatos electos de 4 años.
El actual Presidente de Nigeria es Bola Tinubu, el cual fue electo en 2023 y el actual Vicepresidente es Kashim Shettima.
El poder ejecutivo está dividido en Ministerios federales, cada uno encabezado por un Ministro elegido por el Presidente. El presidente debe incluir al menos un miembro de cada uno de los 36 estados en su gabinete. Los nombramientos del Presidente son confirmados por el Senado. En algunos casos, un ministro federal está a cargo de más de un ministerio, o un ministro puede ser asistido por uno o más ministros de estado. Cada Ministerio tiene un secretario permanente, que es un alto funcionario público.
Los ministerios son responsables de varias Paraestatales (Corporaciones del Gobierno), como Universidades, La comisión nacional de radiodifusión y la Corporación Nacional del petróleo Nigeriano. Sin embargo, algunas entidades paraestatales son responsabilidad de la Oficina de la Presidencia, como la Comisión Electoral Nacional Independiente, la Comisión de Delitos Económicos y Financieros y la Comisión Federal de Administración Pública.

## Poder legislativo

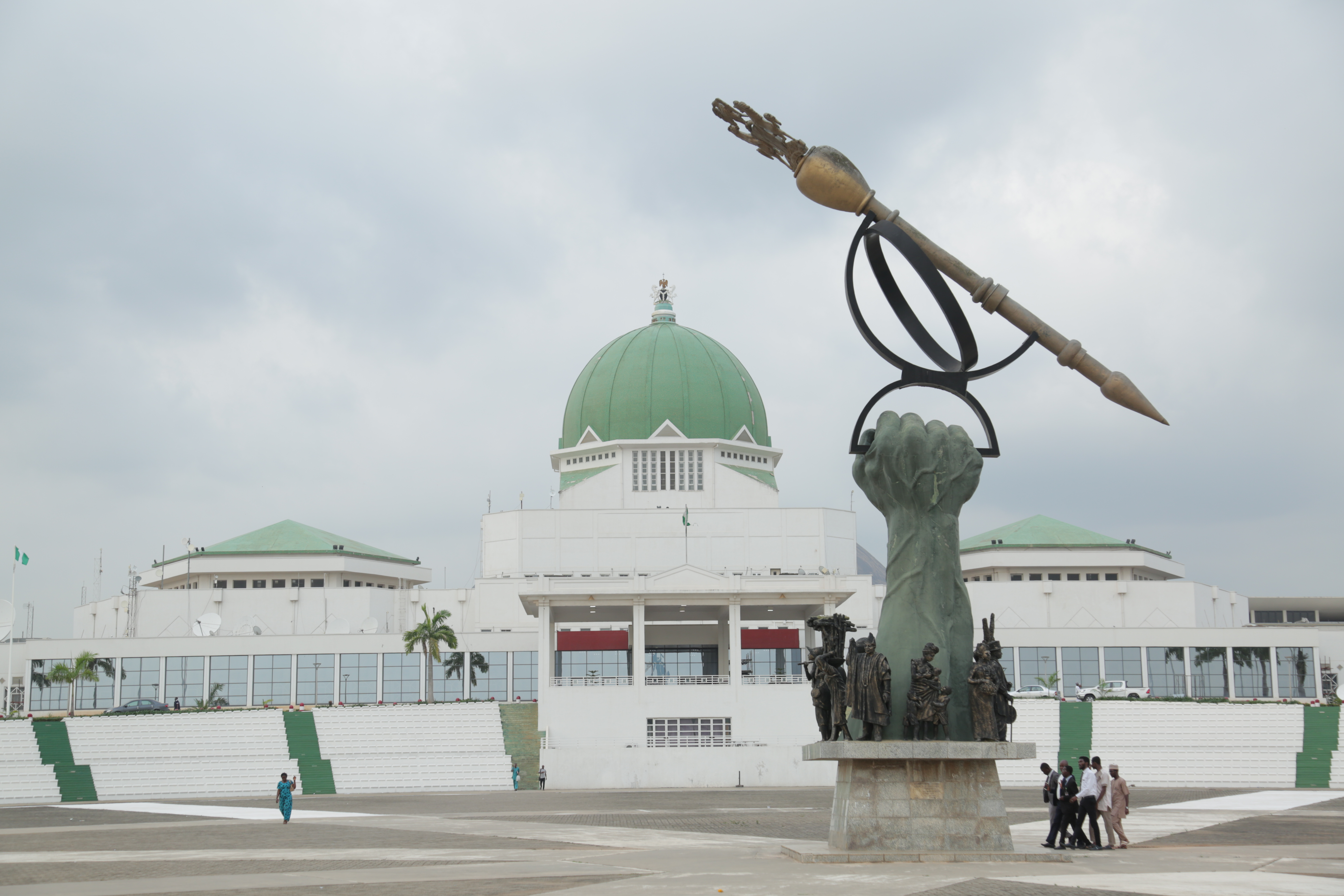
Asamblea nacional de Nigeria, Abuya, Nigeria

La Asamblea Nacional tiene dos cámaras: La Cámara de Representantes y el Senado. La Cámara de Representantes esta dirigida por el Presidente de la cámara de representantes. Tiene 360 Miembros, que son elegidos por periodos de 4 años en distritos electorales. El senado, el cual tiene 190 miembros, está dirigido por el Presidente del senado. 108 miembros son elegidos por periodos de 4 años en 36 distritos electorales. que corresponden a los 36 estados del país. un miembro es elegido para en la circunscripción unipersonal de la capital. 
Los legisladores son elegidos para la Cámara de Representantes o el senado para ser representantes de sus distritos electorales y aprobar leyes en beneficio del público. el proceso legislativo consiste en la redacción y presentación de proyectos de ley en cualquiera de las 2 cámaras. Estos proyectos solo pueden convertirse en ley nacional una vez que sean aprobados por el Presidente de Nigeria, el cual puede cancelar los proyectos. 
El presidente del senado es actualmente Hamed Lawan, quien fue electo en 2007 por el senado, y el presidente de la cámara es Femi Gbajabiamila, el cual ha sido el 9° presidente de la cámara de representantes de Nigeria desde 2019.   

## Poder judicial
El poder judicial está formado por la Corte Suprema de Nigeria, el Tribunal de apelación, los tribunales superiores y otros Tribunales de primera instancia, como el Magistrado, el consuetudinario, la Sharia y otros tribunales especializados.